# Berikaoba
Berikaoba (en idioma georgiano: ბერიკაობა) es un teatro folclórico improvisado y realizado con máscaras de Georgia, derivado de la festividad pagana de la fertilidad y el renacer. El nombre se deriva de una raíz kartveliana común (ბერ), que significa «un niño». Las escenas de Berikaoba van desde las de naturaleza explícitamente erótica hasta la sátira política y la protesta social.

## Descripción
Berikaoba involucra típicamente a varios hombres, los berika, que en su mayoría están disfrazados de animales. Los trajes y máscaras para el misterio están hechos de cuero de animal. Calaveras de animales, colas, plumas, cuernos, calabazas, cintas y campanas se utilizan para añadir colorido a la escena. La fiesta comienza con una reunión de aldeanos que eligieron actores para el misterio. 

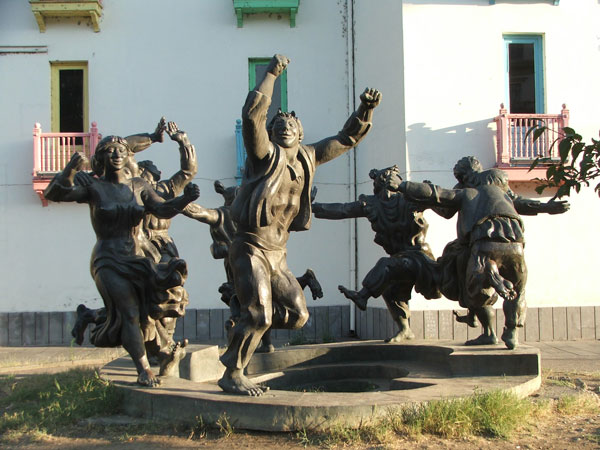
Escultura representando el teatro Berikaola en Tiflis.

La procesión de berikas - acompañada por sonidos de gaitas (stviri) - se mueve de puerta en puerta para recoger vino, miel, piso, carne y otros alimentos servidos por los anfitriones. Los protagonistas de la procesión son una «novia» llamada Kekela (კეკელა) y un «novio» que, tras una serie de intentos, convence a Kekela para que se case con ella. La boda se ve interrumpida por la aparición de un «tártaro», una referencia a los siglos de invasiones de las potencias musulmanas vecinas. El novio es asesinado y la gente consuela a Kekela, prometiéndole un mejor marido. Mientras los berikas intentan resucitar al novio con la ayuda de agua, hierbas y minerales curativos, se difunde la noticia del secuestro de Kekela. A todo esto se le devuelve la vida al novio que persigue a los secuestradores y libera a la novia. La representación termina con un largo festín, supra.
La tradición similar, keenoba (ყეენობა, de "the Khan"), que satirizaba a los invasores extranjeros de Georgia y, más tarde, a la oficialidad imperial rusa, gozó de especial popularidad en el siglo XIX en Tiflis y sus alrededores. La tradición del berikaoba fue inscrita en la lista del Patrimonio Cultural Inmaterial de Georgia en el año 2013.